# أشوك كومار (مصارع رياضي)
أشوك كومار (بالإنجليزية: Ashok Kumar Garg) هو مصارع رياضي هندي، ولد في 7 يوليو 1969.

## وصلات خارجية
- أشوك كومار على موقع قاعدة بيانات المصارعة الدولية (الإنجليزية)
- أشوك كومار على موقع أوليمبيديا (الإنجليزية)